# 花山新城站
花山新城站位于中华人民共和国湖北省武汉市洪山区东湖高新区，是武汉地铁19号线的地铁车站。

## 车站结构
车站位于花城大道与双谷路交叉路口处，沿花城大道东西向布置。本站为地下两层岛式站台，地下一层为站厅层，地下二层为站台层。车站在花城大道两侧布置有4个出入口。

### 楼层分布
| 地面     | 地面               | 出入口                               |  |  |
| 地下一层 | 站厅               | 售票机、客服中心、武漢通充值、洗手間 |  |  |
| 地下二层 |                    | █ 19号线 往武汉站西广场（鼓架山）    |  |  |
|          | 岛式站台，左侧开门 |                                      |  |  |
|          |                    | █ 19号线 往新月溪公园（花山河）      |  |  |

### 車站出口
|                                                 |      |                                                                                       |
| 出口編號                                        | 設施 | 建議前往的目的地                                                                      |
| A                                               |      | 花城大道 武汉软件新城二期、武汉农村商业银行、武汉市光谷第二十六小学                   |
| B                                               |      | 花城大道 武汉软件新城三期、碧桂园·生态城观澜、碧桂园·生态城山湖间                     |
| C                                               |      | 花城大道 武汉软件新城一期                                                             |
| D                                               |      | 花城大道 双谷路、华中科技大学附属花城小学、华中科技大学附属花城中学、花山生态湿地公园 |
| 注： 設有升降機 \| 設有輪椅升降台 \| 設有洗手間 |      |                                                                                       |

## 运营信息
Template:武汉地铁首末班车时间/19

### 内部链接
- 武汉地铁车站列表